# Laura Pooth

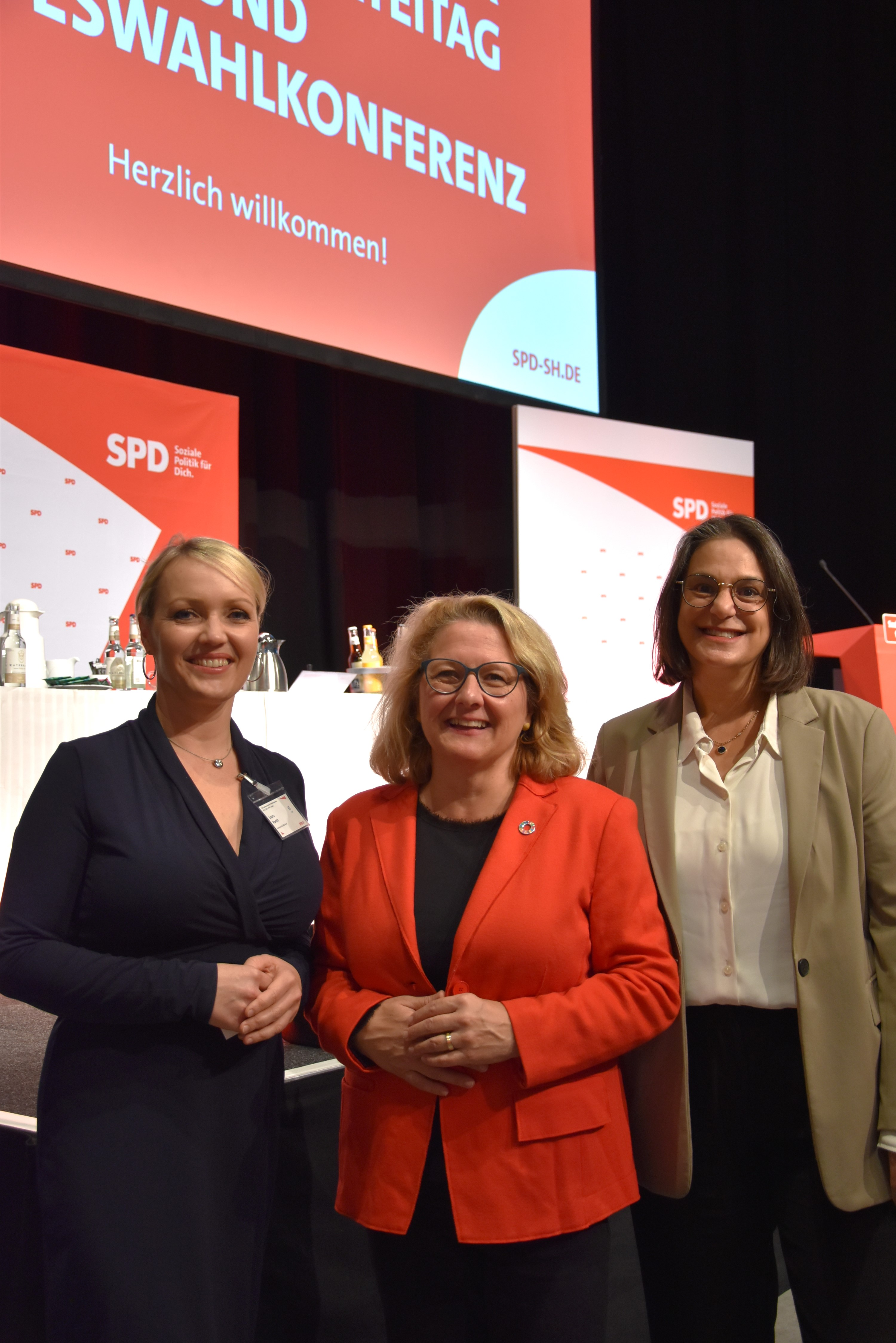
Laura Pooth (links), Svenja Schulze und Serpil Midyatli (2023)

Laura Pooth (* 10. März 1978 in Göttingen) ist eine deutsche Lehrerin und Gewerkschaftsfunktionärin. Sie ist gegenwärtig Vorsitzende des DGB-Bezirkes Nord.

## Biografie
Pooth wuchs in Gifhorn auf und legte 1997 am dortigen Otto-Hahn-Gymnasium das Abitur ab. Bis 2001 studierte sie in Bielefeld und Kassel, um anschließend ein Jahr in Südafrika zu unterrichten. Von 2002 bis 2011 war Pooth Haupt- und Realschullehrerin in Selsingen, zwischen 2006 und 2008 absolvierte sie außerdem in Bremen ein berufsbegleitendes Studium in den Bereichen Supervision und Organisationsberatung. 2011 nahm Pooth ein Lehramt an der Oberschule Hesel an.
Von 2008 bis 2011 war sie Kreisvorsitzende der Gewerkschaft Erziehung und Wissenschaft in Rotenburg/Wümme. Nach der anschließenden Funktion als stellvertretende Landesvorsitzende in Niedersachsen übernahm Pooth im September 2017 die leitende Position ein. Im Oktober 2019 wurde sie wiedergewählt. Seit November 2021 ist Pooth Vorsitzende des DGB-Bezirkes Nord. Dieser schloss sich während ihrer Leitung mit den Landesverbänden der Arbeiterwohlfahrt und des SoVD zu einem Bündnis zur Bekämpfung der Armut in Schleswig-Holstein zusammen.
2012 wurde Pooth außerdem Mitglied des Schulhauptpersonalrates beim Kultusministerium. und ist seit Juni 2022 Vorsitzende des Rundfunkrates des Norddeutschen Rundfunks.
Im Jahr 2022 war Pooth Mitglied der 17. Bundesversammlung. Sie ist Mitglied der SPD und gehörte ehemals der Partei Die Linke an.
Sie lebt mit ihrem Ehemann und Sohn in Oldenburg (Oldb).